# Ceratothoa retusa
Ceratothoa retusa is een pissebed uit de familie Cymothoidae. De wetenschappelijke naam van de soort is voor het eerst geldig gepubliceerd in 1883 door Schioedte & Meinert.